# Leptotrochila sanguisorbae
Leptotrochila sanguisorbae är en svampart som först beskrevs av Jaap, och fick sitt nu gällande namn av Schüepp 1959. Leptotrochila sanguisorbae ingår i släktet Leptotrochila och familjen Dermateaceae.   Inga underarter finns listade i Catalogue of Life.